# Linfedema después de una mastectomía
Durante una tumorectomía o una mastectomía suele ser necesario extirpar algunos de los ganglios linfáticos de la axila que recogen la linfa de la región de los antebrazos, de la mayor parte de la mama, de la nuca y de la propia axila. Los ganglios linfáticos procesan los fluidos, los posibles microbios y los residuos de las infecciones. 
El brazo puede sufrir un edema linfático o linfedema cuando se alteran los ganglios o vasos linfáticos. Este daño linfático puede deberse a cirugía, a radioterapia o, más frecuentemente, a una combinación de ambas. La quimioterapia puede también contribuir al edema del brazo. 
La mujer a la que han extirpado los ganglios de la axila tiene un mayor riesgo para desarrollar linfedema, lo que puede ocurrir inmediatamente después de la cirugía, o meses o años después. No todas las mujeres que tienen una mastectomía experimentarán linfedema. 
Hay varios tipos de linfedema. El tipo agudo, temporal y suave de linfedema aparece unos pocos días después de la cirugía y usualmente dura un período corto de tiempo. Otro tipo de linfedema agudo, más doloroso, puede aparecer de 4 a 6 semanas después de la cirugía. Pero el tipo más común de linfedema tiene lugar lentamente y sin dolor, y puede tener lugar de 18 a 24 meses después de la cirugía. 
El síntoma principal del linfedema es el edema del brazo afectado. El grado de edema puede variar. Algunas personas pueden experimentar un edema grave - cuando el brazo afectado está varias pulgadas más grande que el otro brazo. Mientras que otras experimentarán una forma más suave del edema - cuando el brazo afectado está solo un poco más grande que el otro brazo.
Además del edema del brazo afectado, los siguientes son síntomas comunes en el linfedema. 
- Los síntomas incluyen: 
  - La sensación de plenitud o tirantez en el brazo afectado.
  - Sentir dolor en el brazo afectado.
  - Edema en la mano.
  - Debilidad en el brazo afectado.

Sin embargo, cada individuo puede experimentar los síntomas de una forma diferente. Puesto que los síntomas del linfedema pueden parecerse a otras enfermedades el diagnóstico y el tratamiento deberán llevarse a cabo bajo supervisión médica. Un tratamiento conservador de elección de probada eficacia es el drenaje linfático manual.